# Anime North
Anime North est une convention Japanim à but non lucratif, organisée par les fans, se déroulant chaque année dans la ville de Toronto, en Ontario, au Canada.

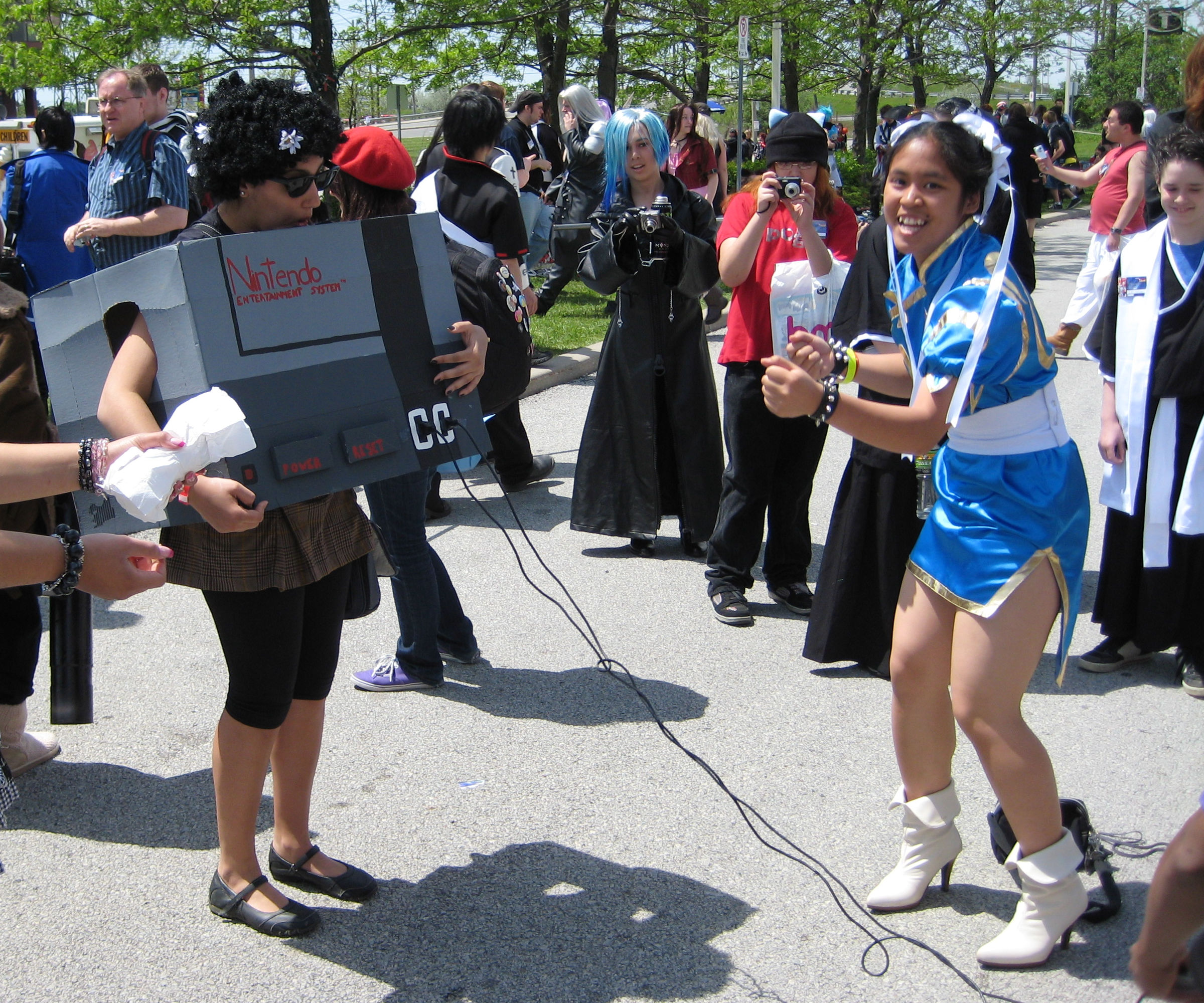
Cosplay devant le centre des congrès de Toronto

## Historique
| Dates              | Lieux                                                                                          | Nombre de visiteurs | Invités |
| ------------------ | ---------------------------------------------------------------------------------------------- | ------------------- | --- |
| 9 août 1997        | The Michener Institute                                                                         | 800                 | |
| 22-23 août 1998    | The Michener Institute                                                                         | 747                 | Matt K. Miller. |
| 18-20 juin 1999    | Ramada Airport East Hotel                                                                      | 850                 | Hitoshi Doi. |
| 16-18 juin 2000    | Ramada Airport East Hotel                                                                      | 1 001               | |
| 25-27 mai 2001     | Toronto Airport Marriott                                                                       | 1 841               | John Martin. |
| 24-26 mai 2002     | Regal Constellation Hotel                                                                      | 3 000               | Anshin School of Karate, Steve Bennett, Keith Burgess, Julie Davis, Ben Dunn, The Jem Project, David Kaye, Diana Kou, Fred Ladd, Jason Lee, John Martin, Scott McNeil, Sailor JAM-Boree, Mark Simmons, Doug Smith, et Amanda Winn Lee. |
| 16-18 mai 2003     | Regal Constellation Hotel                                                                      | 4 875               | Anshin School of Karate, Steve Bennett, Brian Drummond, Ben Dunn, Saffron Henderson, Mark Hildreth, The Jem Project, David Kaye, John Martin, Miyako Matsuda, Scott McNeil, Hikaru Midorikawa, Frank Miller, Kirby Morrow, Claude J. Pelletier, Stan Sakai, Doug Smith, Brad Swaile, et Kathryn Williams. |
| 21-23 mai 2004     | Toronto Congress Centre Renaissance Toronto Airport Hotel                                      | 8 500               | Steve Bennett, Richard Ian Cox, Michael Dobson, Brian Drummond, Ben Dunn, Atsuko Enomoto, David Kaye, Les Major, Nobuyuki Ohnishi, Moneca Stori, et Studio Udon. |
| 27-29 mai 2005     | Toronto Congress Centre Doubletree International Hotel                                         | 9 500               | Susan Aceron, Rob Bakewell, Trevor Devall, Brian Dobson, Michael Dobson, Paul Dobson, Brian Drummond, Ben Dunn, Hilary Haag, Matt Hill, Lamia, Carl Macek, Les Major, Scott McNeil, Vic Mignogna, Kevin Mowrer, Stan Sakai, Asami Sanada, Rob Travalino, Samuel Vincent, et Cathy Weseluck. |
| 26-28 mai 2006     | Toronto Congress Centre Doubletree International Hotel                                         | 12 500              | Steve Bennett, Keith Burgess, Colleen Clinkenbeard, Mark Dillon, Brian Dobson, Michael Dobson, Ben Dunn, Quinton Flynn, Donald Kinney, Sen'no Knife, Kotoko, Lamia, Les Major, Cynthia Martinez, Jeff Nimoy, Tim Park, Scott Ramsoomair, Nekoi Ruto, Sonny Strait, Kathryn Williams, et Tommy Yune. |
| 25-27 mai 2007     | Doubletree International Plaza Hotel Toronto Congress Centre Renaissance Toronto Airport Hotel | 13 500              | Steve Bennett, Johnny Yong Bosch, Keith Burgess, Svetlana Chmakova, Ben Dunn, Peter Fernandez, Tiffany Grant, Matt Greenfield, Donald Kinney, Wendee Lee, Les Major, Sara E. Mayhew, Alex Milne, Nan Yan, Ryan North, Corinne Orr, Derek Stephen Prince, Scott Ramsoomair, Michelle Ruff, Patrick Seitz, Stephanie Sheh, Spider's Kiss, Sonny Strait, Wire, ZZ. |
| 23-25 mai 2008     | Doubletree International Plaza Hotel Toronto Congress Centre Renaissance Toronto Airport Hotel | 13 300              | Yamila Abraham, Steve Bennett, Benoît Cécyre, Camilla d'Errico, Trevor Devall, Mark Dillon, Trevor Devall, Brian Dobson, Ben Dunn, Quinton Flynn, Liana Kerzner, Donald Kinney, Les Major, Nina Matsumoto, Sara E. Mayhew, Alex Milne, Halko Momoi, Jeff Nimoy, Noizytoys, Claude J. Pelletier, Ed the Sock, Spike Spencer, Sonny Strait, Studio Udon, Brad Swaile, et Tara Tallen. |
| 22-24 mai 2009     | Toronto Congress Centre                                                                        | 14 800              | Benoît Cécyre, Bukkyo-kai Dance Group, Svetlana Chmakova, Heather Dale, Camilla d'Errico, Karen Dick(cancelled), Ricky Dick, Mark Dillon, Ben Dunn, Jessie Flower, Jess Hartley, Heroes of the World, Mark Hildreth, Nobuyuki Hiyama, Steve Horton, Yuri Lowenthal, Les Major, Vic Mignogna, Nagata Shachu, Tara Platt, Carrie Savage, Malcolm Sheppard, Tara Tallan, et Douglas Tong. |
| 28-30 mai 2010     | Toronto Congress Centre                                                                        | 18 500              | Christopher Ayres, Greg Ayres, Ricky Dick, Yaya Han, Brittney Karbowski, Jushin Liger (annulé), Derwin Mak, Vic Mignogna, Akira "Kiyoshi" Raijin, Micah Solusod, Manabu Soya, John Swasey, David Vincent. |
| 27-29 mai 2011     | Toronto Congress Centre                                                                        | 19 951              | The 404s, Robert Axelrod, Christopher Ayres, Greg Ayres, Brian Dobson, Michael Dobson, Ben Dunn, The Fool, Barbara Goodson, HITT, The Iammatthewian Project, Kyle Jones, Helen Mccarthy, Miki Narahachy, John Swasey, Kumiko Watanabe, Shawn Spears. |
| 25-27 mai 2012     | Toronto Congress Centre                                                                        | 22 385              | Adapter, Yū Asakawa, Christopher Ayres, Steve Bennett, Benoît Cécyre, Julie E. Czerneda, Karen Dales, Ben Dunn, Jim Felker, J.M. Frey, Mac Christian Heywood, Hoshi*Furu, The iammatthewian Project, Ben Israel, Adrienne Kress, lix, Les Major, Marlee - Band Helen McCarthy, The Moonroses, Carli Mosier, Brina Palencia, Pinku! Project, Shelly TSivia Rabinovitch, Scott Ramsoomair, Rem, Monica Rial, Akira Sasanuma, Elizabeth Schram, Lianne Sentar, DJ Shimamura, J. Michael Tatum, Miranda Tempest, Lee Tockar, Mike Toole, Mayrhosby Yeoshen. |
| 24-26 mai 2013     | Toronto Congress Centre                                                                        | 23 952              | AWOI, Linda Ballantyne, Steve Bennett, Chris Cason, Kate Daley, Ben Dunn, Katie Griffin, Ryō Horikawa, Hoshi*Furu, Kevin Lillard, Bruce Mai, Nora Mai, Sarah McNeal, Eriko Nakamura, Trina Nishimura, Tyson Rinehart, Susan Roman, Chii Sakurabi, John Stocker, John Swasey, J. Michael Tatum, Umbrella. |
| 23-25 mai 2014     | Toronto Congress Centre                                                                        | 28 509              | Linda Ballantyne, BEARicade, Michael Benyaer, Ryan Consell, DaizyStripper, Michael Dobson, Ben Dunn, Tim Eldred, Brian Froud, Maki Gotō, Katie Griffin, Buck Gunderson, Yumi Hara, Hoshi*Furu, Ben Israel, Deven Christian Mac, Scott McNeil, Neil Nadelman, Kris Oster, Toby Proctor, Quantum Destiny, Bettie Rage, Susan Roman, Rose Noire, David Ross, Vartan Sharkpuncher, Hidekatsu Shibata, Sol Ardour, JD Spark, John Stocker, Miranda Tempest, Ger Tysk, Alex "Glay" War, David Wyldstar.                                                       |
| 22-24 mai 2015     | Toronto Congress Centre                                                                        | 32 651              | The 404s, Chris Cason, Philip Chandler, Cynthia Cranz, Ben Dunn, DJ Pete Ellison, Akinori Isobe, Masumi Kano, Kurt Lehner, Helen McCarthy, Sarah McNeal, Misa on Wheels, Hitomi Nabatame, Neil Nadelman, Chie Nakamura, Wendy Powell, Red Handed Denial, Asami Shimoda, J. Michael Tatum, Mike Toole, Imitation PoPs Uchū Sentai NOIZ, Umbrella. |
| 27-29 mai 2016     | Toronto Congress Centre International Plaza Hotel                                              | 29 973              | The 404s, Akira, Chika Anzai, Linda Ballantyne, BEARicade, Steve Bennett, Michael Dobson, Brian Drummond, Kevin Duhaney, Ben Dunn, Jill Frappier, Katie Griffin, Yaya Han, Samantha Inoue-Harte, Daniel Kanemitsu, Kurt Lehner, Shaindle Minuk, Miss Messy Mia, Tracey Moore, Neil Nadelman, Jeff Parazzo, Toby Proctor, Barbara Radecki, Reika, Susan Roman, David Ross, Ron Rubin, Asami Shimoda, John Stocker, Luna Tsukigami, Niq van der Aa, Lex Winter, David Wyldstar.                                                                           |
| 26-28 mai 2017     | Toronto Congress Centre International Plaza Hotel                                              | 32 167              | The 404s, Curtis Arnott, BEARicade, Steve Bennett, Martin Billany, Ben Dunn, Sandy Fox, Nobuyuki Hiyama, Hollow Mellow, IA, Tomoyo Kurosawa, Jesse Lagers, Nick Landis, Lex Lang, Jonathan Lavallee, Kurt Lehner, Shane Luis, Marin M. Miller, Neil Nadelman, Nagata Shachu, Derek Stephen Prince, Monica Rial, David Ross, Anthony Sardinha, Mike Toole, VickyBunnyAngel, Lex Winter, Alex Woolfson, David Wyldstar. |
| 25-27 mai 2018     | Toronto Congress Centre International Plaza Hotel                                              | 34 590              | The 404s, Back-On, Leon Chiro, Tim Eldred, Jessie James Grelle, Samantha Inoue-Harte, Jerry Jewell, Helen McCarthy, Neil Nadelman, Nagata Shachu, Micah Solusod, J. Michael Tatum, Mike Toole, Eric Vale. |
| 24-26 mai 2019     | Toronto Congress Centre Delta Hotel                                                            | 34 558              | The 404s, Mel Colley, Jessie James Grelle, Brittney Karbowski, Lauren Landa, Victor Lucas, Jamie Marchi, Helen McCarthy, Neil Nadelman, Nagata Shachu, Aaron Roberts, Frederik L. Schodt, Alexis Tipton, Mike Toole, Lex Winter, Yuriko Yamaguchi. |
| 15-17 juillet 2022 | Toronto Congress Centre Delta Hotel                                                            | 34 181              | The 404s, ACME, Christina Carr, Jillian Coglan, Samurai Dan Coglan, Aaron Dismuke, Kara Eberle, Richard Epcar, Morgan Garrett, Caitlin Glass, Martin Hunger, Marvin Mariano, Dave Merrill, Neil Nadelman, Nagata Shachu, Shelly TSivia Rabinovitch, David Stephenson, Ellyn Stern, Niq van der Aa, DJ Virus, Lex Winter, Arryn Zech, Xiran Jay Zhao. |
| 26-28 mai 2023     | Toronto Congress Centre Delta Hotel                                                            | 42 000              | The 404s, Ryan Consell, Richard Epcar, Jill Harris, Melting Mirror, Nagata Shachu, Dallas Reid, Lindsay Seidel, Ellyn Stern, John Stocker, Hiroki Takahashi, Austin Tindle, Yoshihiro Watanabe. |